# Hatsu-shima
Hatsu-shima (初島, Hatsushima) est une île du Japon en baie de Sagami dans la préfecture de Shizuoka.

## Géographie
L'île est accessible par ferry à partir d'Atami, à laquelle elle appartient, à 10 km au nord-ouest. 
En 2012, la population est de 215 habitants.

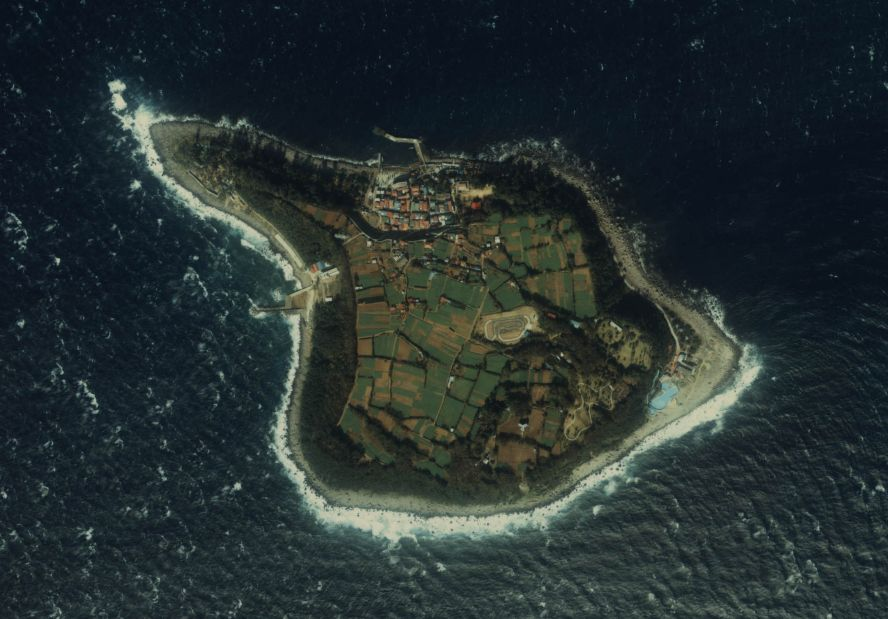
Vue aérienne de l'île